# Линия задержки
Ли́ния заде́ржки (ЛЗ) — устройство, предназначенное для задержки электрических и электромагнитных сигналов на заданный промежуток времени (фиксированный, переключаемый или с плавной регулировкой). Линии задержки широко применяются в радиоэлектронике — в радиолокации и радионавигации, в цветных телевизорах стандартов PAL и SECAM, измерительной технике, вычислительной технике и автоматике, электроакустике (ревербераторы), технике связи, в научных исследованиях.

## Классификация
Существуют ЛЗ для задержки электрических сигналов (НЧ, ВЧ, СВЧ) и для задержки оптических (световых) сигналов.
- ЛЗ для задержки электрических сигналов.
  - Аналоговые ЛЗ.
    - ЛЗ на линиях с распределёнными параметрами (кабельные, волноводные).
    - Искусственные ЛЗ (цепи с сосредоточенными параметрами).
    - ЛЗ с преобразованием электрических сигналов в сигналы другой физической природы (ультразвуковое, оптическое излучение) и обратно.

  - Цифровые ЛЗ.
    - Аппаратно реализованные цифровые ЛЗ.
    - Программно реализованные ЛЗ.

  - Акустооптические ЛЗ.
    - Акустооптические ЛЗ с прямым детектированием.
    - Акустооптические ЛЗ гетеродинного типа.

ЛЗ подразделяются также на широкополосные (как правило, с нижней частотой 0 Гц) и узкополосные (для задержки сверхвысокочастотного или оптического сигнала). СВЧ и оптические линии бывают дисперсионными (групповая скорость зависит от частоты) и бездисперсионными.

## ЛЗ с распределёнными параметрами
Наиболее простой способ реализации задержки электрического сигнала — использование в качестве задерживающей среды длинных линий передачи, так как скорость распространения сигнала в таких линиях конечна и относительно стабильна, сигнал при прохождении через линию задерживается на время, пропорциональное её длине.
В качестве линии могут использоваться радиочастотные кабели, полосковые линии и микрополосковые линии, а также волноводы, длинная электрическая линия обязательно должна иметь согласованную нагрузку на выходе, равную её волновому сопротивлению, для предотвращения отражений сигнала от её конца и возникающего при этом искажения сигнала. Исторически наибольшее распространение приобрели кабельные ЛЗ — на коаксиальных кабелях (используются, в основном, в качестве калибраторов задержки) и спиральных кабелях (используются в осциллографах для задержки сигнала относительно начала развёртки и в других целях). Кабельные ЛЗ просты в устройстве, надёжны, имеют малую дисперсию, широкополосны (от нуля до сотен мегагерц), недостатком их является малая задержка (доли микросекунды, реже единицы микросекунд) и большие размеры.
Конструктивная реализация:
- Встраиваемые бескорпусные ЛЗ в виде бухты кабеля с выводами под распайку или с коаксиальнными разъёмами;
- Встраиваемые ЛЗ на полосковых или ферритовых волноводах в виде микромодуля или микросхемы;
- ЛЗ как самостоятельные устройства (калибраторы), имеют корпус с разъемами, могут содержать одну, две или несколько ЛЗ, а также дополнительные элементы — аттенюатор, ферритовый вентиль, элементы коммутации коаксиальных трактов.

## Искусственные ЛЗ, выполненные из компонентов со сосредоточенными параметрами
Искусственная ЛЗ представляет собой последовательность звеньев, имитирующих реальную
линию. В качестве звеньев могут быть использованы LC-цепочки из конденсаторов, индуктивных элементов или, в некоторых случаях (в СВЧ-технике), резонаторы с распределёнными параметрами. Искусственные ЛЗ применяются для временно́й расстановки импульсов в устройствах радиолокации, радионавигации, для задержки радиочастотных и СВЧ-сигналов и в других целях. Такие линии выполнены чаще всего в виде законченных модулей с множеством отводов, переключение выхода на разные отводы позволяет получить разные значения задержки, существуют также ЛЗ с плавно регулируемой задержкой. Искусственные ЛЗ обеспечивают бо́льшие значения задержки, чем естественные линии на кабелях и волноводах при тех же размерах, однако имеют недостаток — узкий рабочий диапазон, поэтому постепенно вытесняются цифровыми ЛЗ в импульсной технике и акустическими в СВЧ-технике.
ПРИМЕР: ЛЗТ-4,0-1200.

## Ультразвуковые ЛЗ
Принцип работы ультразвуковых ЛЗ состоит в том, что электрический сигнал с помощью электромеханического преобразователя преобразуется в акустические колебания, которые затем распространяются в виде упругих волн через звукопроводящую среду, далее выходя из неё посредством другого электромеханического преобразователя снова преобразуются в электрический сигнал.
Время задержки выходного сигнала относительно входного определяется скоростью звука в материале звукопровода, его размерами и конфигурацией и типом волн. Акустические волны, используемые в ЛЗ, могут быть разных видов и типов — поверхностные и объёмные, объёмные волны могут быть поперечными (волны сдвига), и продольными (волны сжатия). Частный вид поперечных волн — крутильные колебания, распространяющиеся в виде волн в стержнях и упругих проволоках. По типу используемого звукопровода ЛЗ подразделяются на волноводные (ленточные и проволочные) и, более простые в изготовлении, ЛЗ с многократными отражениями от граней звуковода, выполненного в виде призмы (с прямым ходом луча, свёрнутые, многоугольные, клиновидные).
В качестве электромеханических преобразователей применяются, обычно, пьезоэлектрические или магнитострикционные преобразователи. Для задержки СВЧ-сигналов возникает необходимость транспортировать спектр входного сигнала в более низкочастотную область, для нормальной работы акустической части, так как не существует материалов акустически прозрачных для СВЧ-колебаний, а затем восстановить сигнал, в этом случае на входе и на выходе устанавливаются преобразователи частоты, так как оба преобразователя работают с одним высокостабильным гетеродином, на практике можно считать, что спектр выходного сигнала идентичен спектру входного.
Ультразвуковые ЛЗ имеют задержку от долей миллисекунды до десятков миллисекунд и используются в декодерах сигнала цветности телевизионных приёмников, в качестве мер временного интервала в измерительной технике, в качестве калибраторов расстояния (высоты) для радиолокационных и радионавигационных устройств, в качестве запоминающих устройств в вычислительной и радиолокационной технике, в других целях.
ПРИМЕРЫ: ЛЗА-511-10, УЛ3-64-5, DL872

## Цифровые линии задержки
Цифровая линия задержки представляет собой цифровое устройство, предназначенное для задержки цифровых сигналов во времени на заданное число тактов и по сути представляют собой регистры сдвига. Время задержки в таких устройствах либо фиксированное, либо может настраиваться программным способом извне. Один и тот же регистр сдвига обычно имеет несколько «отводов», что позволяет получить несколько сигналов с разными длительностями задержки — своим временным смещением относительно входного сигнала на заданное число тактов синхронизации.

## Оптические ЛЗ
В оптических ЛЗ сигнал в виде оптического излучения задерживается при прохождении через оптическую среду с низкой скоростью распространения сигнала относительно скорости света в вакууме, то есть в среде с высоким показателем преломления. Наиболее распространёнными являются волоконно-оптические ЛЗ (аналогично кабельным и волноводным — для радиодиапазона), существуют также ЛЗ в виде набора плоскопараллельных пластин из кварцевого стекла (эшелоны Майкельсона), на базе дифракционных решеток и призм, а также призменно-линзовые. Для получения возможности использования оптической задержки в интегральных микросхемах специалисты IBM разработали модель ЛЗ, состоящей из множества последовательных «микрокольцевых резонаторов», то есть, своего рода, искусственную оптическую линию.

## Основные нормируемые характеристики
- Номинальное значение задержки сигнала или диапазон устанавливаемых значений
- Допустимое отклонение фактического значения задержки от номинального или установленного
- Рабочий диапазон частот (диапазон длин волн для оптических ЛЗ)
- Допустимое ослабление сигнала
- Параметры, определяющие допустимое искажение формы или спектра сигнала в рабочем диапазоне частот